# 普羅梅什連納亞區

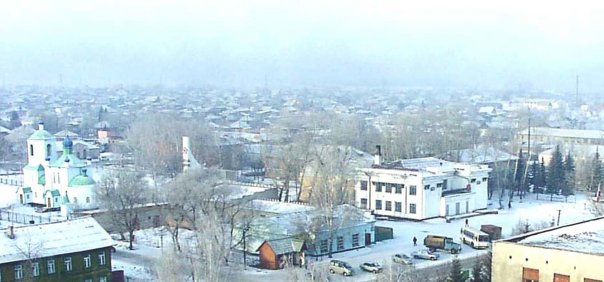

54°54′39″N 85°38′35″E / 54.91083°N 85.64306°E
普羅梅什連納亞區（俄语：Промышленновский район），是俄羅斯的一個區，位於該國南部，由科麥羅沃州負責管轄，面積3,083平方公里，2010年人口50,106，人口密度每平方公里16.25人。